# Jason Jones
Jason "Gong" Jones (Columbia, Južna Karolina, SAD, 19. kolovoza 1978.) američki je glazbenik, pjevač i majstor za tetoviranje. Bio je pjevač sastava Drowning Pool od 2003. do 2005. nakon smrti izvornog pjevača Davea Williamsa. Također je bio pjevač sastava AM Conspiracy. Treutno je angažiran u projektu Scumbag Allstars.

## Životopis

### Majstor za tetoviranje
Od 1995. Jason Jones radi kao majstor za tetoviranje u studiju Black Chapel Tattoo Studio u Orlandu, Florida.

### Drowning Pool (2003. – 2005.)
Godine 2003. Jones pridružio se sastavu Drowning Pool nakon smrti Davea Williamsa koji je umro u kolovozu 2002. u Ozzfestu. Pjevao je na albumu Desensitized. Najpoznatiji pjesma s albuma bila je "Step Up". Jones je također pjevao pjesmu "Rise Up" na albumu WWE Theme Addict: The Music, Volm 6 2004.
Dana 14. lipnja 2005. Jones je napustio sastav zbog glazbenih i osobnih razloga. 
Godine 2008. u intervjuu za Altitude, Jones je o odlasku iz Drowning Poola rekao:
Kao odgovor na ovo, CJ Pierce i Stevie Benton rekao da je razlog zašto Jones nije plaćen taj što ga je sastav morao izvući iz zatvora za iznos između 60.000 i 65.000 dolara, što je premašilo njegov udio u prihodu albuma Desensitized.
Dino Cazares odabrao ga je za svoj novi sastav, ali projekt nije uspio.

### AM Conspiracy (2005. – 2011.)
Kad je napustio Drowning Pool Jones je osnovao sastav AM Conspiracy. Prvi istoimeni studijski album objavili su 2010. godine.

### Drugo
Pojavio se u pjesmi "The End Has Come iz filma Punisher. Bio je jedan od pjevača koji sudjelovao na audiciji za sastav Sepultura kad je Max Cavalera napustio sastav.

## Diskografija
Drowning Pool
- Desensitized (2004.)

AM Conspiracy
- Out of the Shallow End (2007.)
- AM Conspiracy (2010.)